# Balanos (Nymphe)
Balanos (altgriechisch Βάλανος Bálanos, deutsch ‚Eiche(l)‘) ist eine Gestalt der griechischen Mythologie.
Laut Pherenikos, einem griechischen Epiker unbestimmter, vielleicht hellenistischer Zeitstellung, war sie eine Hamadryade, eine jener Nymphen, die in Bäumen leben und auf das Engste mit dem Schicksal des Baumes verbunden sind. In der von Pherenikos bei Athenaios überlieferten Genealogie der Hamadryaden ist sie eine Tochter von Oxylos, dem Sohn des Oreios, und seiner Schwester Hamadryas.
Ihre namentlich bei Athenaios überlieferten Schwestern waren Karya, Kraneia, Aigeiros, Orea, Ptelea, Ampelos und Syke. Balanos ist das griechische Wort für Eichel.

## Quelle
- Pherenikos bei Athenaios, Deipnosophistai 3,78 B